# Déryné Széppataki Róza
Déry Istvánné Széppataki Róza (született Schekenbach, később Schenbach Rozália) (Jászberény, 1793. december 24. – Miskolc, 1872. szeptember 29.) az első magyar opera-énekesnő, a vándorszínészet korának legnépszerűbb színésznője, műfordító, Széppataki Johanna nővére. Legnagyobb sikereit énekes szubrettként aratta.

## Életútja
Schekenbach József és Ridl Anna leányaként született, 1793. december 27-én keresztelték Jászberényben. Édesanyja Pesten, Rothkrepf belvárosi kántornál helyezte el, hogy német nyelvet tanulhasson, itt került kapcsolatba a színészettel.
A pesti Hacker-házban kezdetleges színpad állt, ahol a kolozsvári magyar társulat tartott előadásokat. Róza nézőként gyakran részt vett ezeken, ekkor döntötte el, hogy színésznő lesz. Jelentkezett Láng Ádám direktornál, de nem járt sikerrel. Ezt követően házigazdája fiával, Mátray Gáborral színielőadást rendeztek az iskolában, amely nagy sikert aratott. Édesanyja, a hír hallatára, hogy lánya színésznő akar lenni, felutazott Pestre, és hazavitte. Másfél évig próbálta lebeszélni a színészetről, végül megegyeztek, hogy Róza kap egy év próbaidőt, ezalatt eldöntheti, hogy valóban színésznő akar-e lenni. Visszautazott Pestre, ahol a Murányi házaspárhoz került kvártélyba. Fáy András így írt róla: „Szikár, sápadt lányka volt, kit akkoriban valánk a hektikától félteni, azonban később szép terjedelemre nőtte ki magát. Rekedtes beszédéből nem gyanítá senki azon bájteljes hangot, mellyel később elbűvölte közönségét.”
1810-ben szerződött a második magyar színtársulathoz, amely akkoriban a Hacker-féle táncteremben, az úgynevezett Hackerszálában játszott. Itt színjátszást és éneket is tanult, és ekkor magyarosította nevét Széppatakira, Benke József színigazgató javaslatára. 1810. március 29-én lépett fel először a Hamletben, amelyben udvari dámát alakított. Ebben az évben eldöntötte, hogy nem megy haza, továbbképzi magát a színész pályára. Eleinte kissé selypített, azonkívül pedig sok volt színpadi játékán a csiszolni való. 1813. február 1-jén a pesti belvárosi plébánia templomában Déry István feleségül vette, ám mivel férje gyakran bántalmazta, külön éltek, de nem váltak el törvényesen. Férje 1817-ben visszavonult a színpadtól, és kincstári uradalmi tisztviselő lett Diósgyőrben, 1862 januárjában hunyt el.
1812-ben a Rondella épületét a magyar színészek vették birtokba, azonban 1815-ben lebontották, ezért a társulat tagjai szétszéledtek. Déryné Pestről való távozásával lezárult pályájának első korszaka, a társulat feloszlása után Egerben és Miskolcon játszott. 1819 őszén Kilényi Dávid vándor színtársulatához szerződött, fellépett Székesfehérváron, Szombathelyen, majd Komáromban. Már ebben az időszakban is közkedvelt volt.
1823 decemberében elfogadta a kolozsvári meghívást, és érkezése utáni napon, az előadás első szünetében, a Magyarhűség című kompozícióból áriát adott elő. Amikor megjelent a színpadon, senki nem tapsolt. A tapsot a helyi szokás késleltette, mivel csak a gubernátorné kezdhette el. Déryné így emlékszik vissza az eseményre: „A gubernátorné (…) kihajolt a páholyából, leeresztette két kezét a publikum fölé, s úgy kezdett erősen tapsolni! Ekkor mintegy jelszóra valamennyi páholy, zártszék, galéria … szóval borzasztó tapsvihar következett. A muzsika természetesen megszűnt, mert a háromszoros taps sokáig tartott. (…) a zene újra kezdődött, és én elkezdettem, énekeltem. Azt kellett volna aztán hallani, midőn felszabadult mindenkinek tetszése szerént érzését vagy helyeslését nyilváníthatni! Minden szóra, mely által érdekelve volt a haza, hősiesség, hűség, mind megannyi gátat tört vihar hangzott a taps mindenfelől. Ének után többször kihívtak. Ez itt ritkaság volt.”
Wass Pál kolozsvári naplóíró egy korabeli írásában így jellemezte Dérynét: „Maga a személy nem volt nagyon szép, sőt deformis és kivált a szája szörnyű nagy, de a teatromon igen ügyes, és a hangja nagyon-nagyon tiszta és kellemetes.” Déryné Kolozsvár legelőkelőbb köreiben is szívesen látott vendég volt, fesztelen viselkedése mindenkit lenyűgözött. Itt töltötte be harmincadik évét, neve ekkor már fogalommá vált, ő volt az első magyar primadonna.
December 27-én, a Svájci család című énekes játékban Emmelinát játszotta, és telt ház fogadta a színészeket, 1824. január 17-én Grillparzer Sapphó című darabjában az egyik főszerepet alakította. 1825 tavaszán a színház Nagyenyeden, Marosvásárhelyen, Zalatnán és Abrudbányán vendégszerepelt. A kolozsvári színház háromtagú intézőbizottságában P. Horváth Dánielé volt a vezető szerep, aki hevesen kezdett udvarolni Dérynének. Egy alkalommal 1000 forintot ajánlott Dérynének egy csókért, amit a primadonna felháborodottan visszautasított. Ennek következtében a Dérynének szánt szerepeket másik színésznőnek osztotta ki. Déryné felmondó levelet nyújtott be, de Horváthot menesztették. 1826 tavaszán Nagyváradon vendégszerepeltek, nyáron Szebenben és Brassóban adtak elő. Szebenben is Déryné volt a legnépszerűbb, 18 darabban lépett fel. Kapott egy ajánlatot egy bécsi operai állásra, amit visszautasított. Brassói vendégjátékuk elhúzódott, július közepétől november ötödikéig tartózkodtak ott, bemutatták, többek közt, A sevillai borbélyt, az Othellót, és Déryné jutalomjátékául a Médea és Jazon című énekesjátékot.
A művésznőnek sok rajongója volt, készültek róla portrék, versek, ráadásul a jobb alkotásokat megvásárolták. Szilágyi Pál szerint Déryné az összjátékban, a társulat összeforrottságában hitt, Szilágyi elsősorban Déryné egyéni varázsában. 1826-ban későn kezdődött az évad, december 14-én mutatták be a Don Juan című Mozart operát, amelyben donna Annát játszotta, és 16-án a Péter és Pált, ahol Lisbetet alakította. 1827-ben a Belső-Farkas utcába költözött. Januárban 13, februárban 12, márciusban 13, áprilisban 8, májusban 13 előadást tartottak, ezek közül 27 opera volt. 1827. május 19-én Desdemona szerepében búcsúzott a kolozsvári közönségtől. A társulat elhagyta a várost, amely nem tudta eltartani színészeit.
1827 őszének elején Szabadkán, Pécsett és Székesfehérváron vendégszerepeltek. Az október 27-én előadott Sevillai borbélynak nagy sikere volt. Télen Kassán, Miskolcon, Eperjesen, Sárospatakon, Debrecenben, majd végül Nagyváradon léptek fel, az utóbbi városban öt hónapig tartózkodtak. 1828. augusztus 7-től jó körülmények közt játszottak egészen december 21-ig, amikor visszatértek Debrecenbe. Kassán, biztos anyagi támogatás ígéretével letelepedésre kérték őket, s ők elfogadták az ajánlatot. A társulat vezértagjai Szentpéteri, Udvarhelyi, Pály, Szerdahelyi, Megyeri, Szilágyi és Déryné voltak. 1829 telén Debrecenben szerepeltek, majd 1830 májusáig Kassán, ezután elindultak egy hosszú turnéra, melynek végén Kolozsvárott vendégszerepeltek. Nagy öröm volt ez a kolozsvári közönségnek és a társulatnak is. Öt hét alatt 24 előadást tartottak. A közönség marasztalta volna a színészeket, de a társulatot Kassára kötötte a szerződésük. Déryné Bukarestből is kapott meghívólevelet, amelyben közölték, hogy szeretettel várják, és nagy sikerre számíthat. A színésznő ezt az ajánlatot sem fogadhatta el, visszaindult kollégáival Kassára.
A következő év szegény volt színházi eseményekben. 1832 nyarán a Bánságba indult a társulat, Aradon tartottak néhány előadást, majd Temesváron vendégszerepeltek. Utóbbi szereplésbe nehezen egyezett bele a főjegyző, de A sevillai borbély darabbal lenyűgözték. 1833. június 2-án A lengyel király házassága című előadást mutatták be Kolozsvárott, Déryné Eliszkát alakította. A Honművész szerint: „A jeles dalosnénak és színésznének csudás szövedéke, Déryné Eliszkát játssza.” A cikk, amely kezdetleges kritikának is minősíthető, ezt írja: „A hazánkban nem legjobban öltözni szokott színészek kedvéért közöljük Déryné asszony öltözetét.” Nem csupán a színpadi megjelenésükre kevesebb gondot fordító színésznők miatt készült a részletes leírás, hanem a Déryné-kultusz akkora volt, hogy öltözködése hatott a korabeli divatra.
Június 11-én a Hadd nyugodjanak a holtak című vígjátékban Augusztát alakította, a visszajelzések szerint kiválóan, majd július 30-án Amáliát a Harminc esztendő egy kártyás életéből című előadásban: „ Déryné-Amália. Talán itt adá művészete remekét” – olvashatjuk a Honművészben. A kolozsvári vendégszereplés után Nagyváradra mentek, ahol augusztustól szeptemberig játszottak, majd a társulat kettéoszlott, egyik fele Dérynével visszatért Kassára, másik fele pedig Budára szerződött. Az utóbbiakat hiányolták a társulatból, nemcsak a színészek, hanem a közönség is. Akkoriban jelent meg egy cikk, melyben először érte támadás Dérynét, akinek csökkent az énekhangja, és olyan szerepeket játszott, amelyekhez már túl öreg volt.
1834. augusztus 30-án, Kolozsvárott bemutatták a Bánk bánt, ahol Déryné Melindát alakította. Október 4-én felolvasta egy rövid kis versét, amelyet pártfogóihoz írt: „Kegyetek itt mosolyga rám, / Itt töltém sok boldog órám, / Bár sorsom messze távol int, / De visszatérek én megint.”
Kassára visszatért, de rövidesen újra útnak indult, mert a Kassai Dal- és Színésztársaság felbomlóban volt. Viszont sehol sem találta helyét, Balassagyarmaton, Debrecenben, Budán és Kassán szerepelt legtöbbet. 1836 májusában végre visszatért Erdélybe, a Honművészben megjelent egy magánlevél: „14-én kedves Déryné megérkezett. Láttál volna lelkesedést!” Május 23-án a Norma daljáték került színpadra, Déryné a címszereplőt játszotta, egy cikk szerint, ebben az alakításában bizonyította, hogy első a magyar dalénekesnők között. Május 29-én Rómeóként lépett a színpadra a Rómeó és Júlia című darabban. Augusztus 6-án a Megosztott szív című előadásban egy víg szeszélyű lányt alakított, és azután a Hazajövetel drámában egy erős lelkű nő szerepében bámulásra ragadta közönségét.
1837-ben a pesti Nemzeti Színházhoz szerződött, de a kritika játékát elavultnak bélyegezte, ezért októberben elhagyta a várost, és Kassára ment, majd Nagyváradon is fellépett. A kolozsvári Erdélyi Híradó 1838 novemberében közölte pesti tudósítójának egy Dérynéről szóló levelét, melyben arra céloz, hogy Erdélyben mindig tárt karokkal várják a művésznőt. 1839 májusában visszatért Kolozsvárra, 26-án fellépett a Norma darabban, telt ház előtt. Viszont a június 20-án előadott Sapphóban a 16 éves Melittát alakította, és ezt nem hagyta szó nélkül a kritika, hiszen Déryné ekkor már 46 éves volt. A Beatrice di Tenda alakítása nagy sikert aratott, az első felvonás végén, Dérynét zajosan előtapsolván, átadtak neki egy rózsás fonadékú ezüst kosarat, egy cukorszelencét, és egy aranykarikát. Augusztus 4-én ismét előadták, a darabot folyamatosan taps szakította meg, úgy tűnt, hogy a kolozsvári közönségnek fontosabb az ünneplés, mint maga a játék.
1839 szeptemberében jelent meg a Honművészben a Lendvayné és Déryné Kolozsvárt című cikk, amelyben, a két művésznő összehasonlítása által, Dérynét durva kritika érte. A színésznő annyira megsértődött, hogy a szeptemberre meghirdetett előadás elmaradt, mert nem akart fellépni. A cikk által elfogultnak bélyegzett kolozsvári közönség is felháborodott. Déryné nem akart többé fellépni, de végül – sok kérlelés eredményeként – visszatért a színpadra.
Október 6-án visszatért Nagyváradra. 1840 márciusában a társulat újra Kolozsvárott játszott, májusban tizenháromszor lépett fel. December 10-én átvette a belkormányt, de nem sikerült jelentős művészeket szerződtetnie. 1841 májusában otthagyta Kolozsvárt.

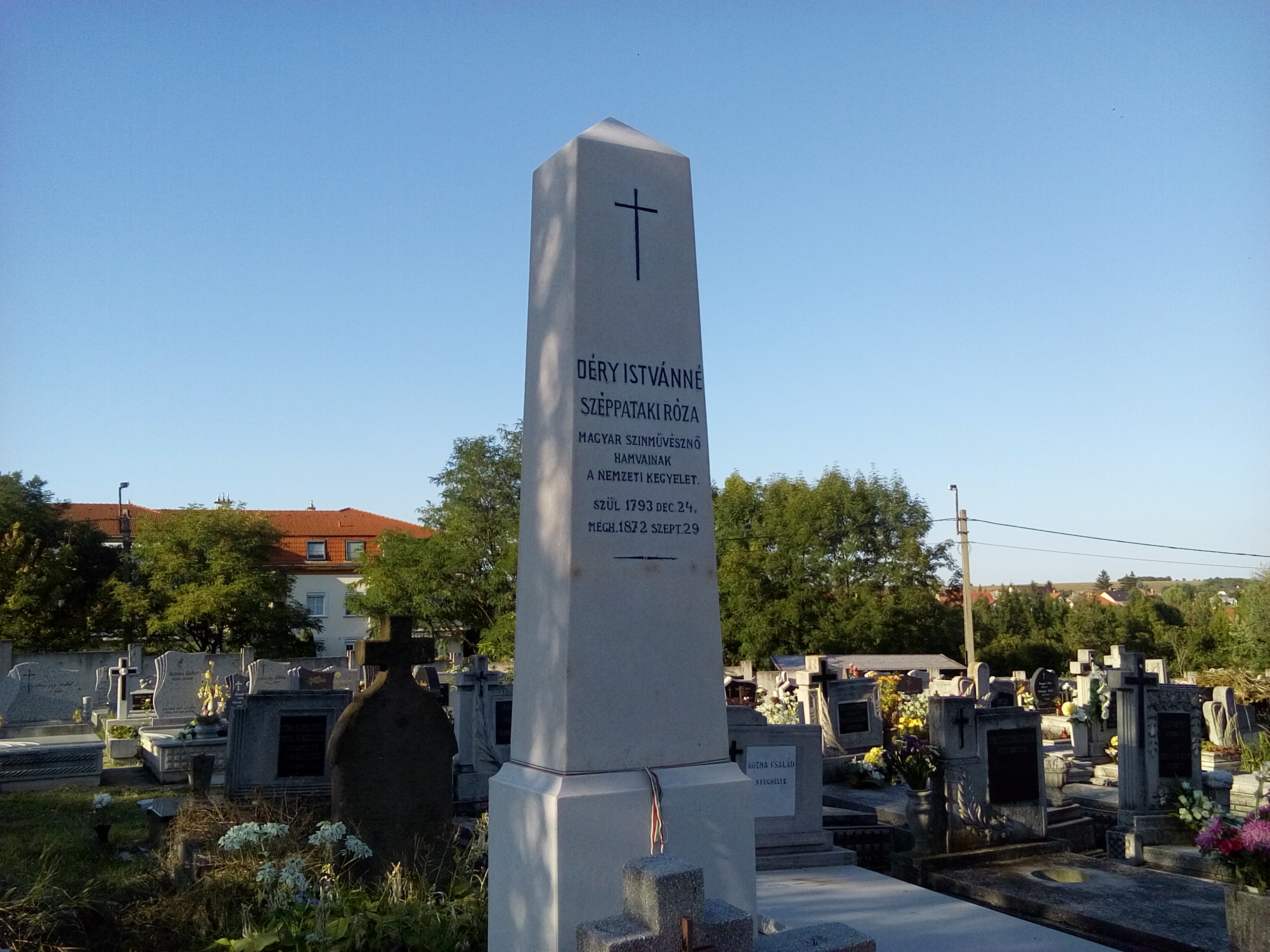
Déryné Széppataki Róza sírja Miskolcon

Újra Pestre ment, játékát elfogadhatónak minősítették, viszont nem találtak hozzá úgynevezett „fájdalmas, elkeseredett” szerepeket. Később megjelent több csipkelődő cikk, egyik azt írta, hogy Déryné azért játszotta az egyik szerepet, mert dicsérték benne. 1842. január 16-án fellépett Kolozsvárott a Szerelmi bájitalban, majd a Regélő tárcában. Több lap foglalkozott az eseménnyel, de gyenge játékáért újabb sajtótámadások érték. Tordára utazott, majd Szamosújvárra, ősszel pedig Máramarosszigeten tartózkodott, ahol találkozott Karacs Terézzel, és elmondta neki, hogy adósságai törlesztése miatt dolgozik továbbra is. Decemberben egy kolozsvári éneklési, szavalati egyvelegben szerepelt, ami jól sikerült, azonban a Jer ide című műfeladatban megbukott. A kritika boldogan kapta fel a fejét, amikor Déryné mint II. Katalin orosz cárnő lépett fel a Kegyencekben, de utána egy naiv leánykát alakított, amely sem alakjához, sem korához nem illett. 1843 márciusában érkezett Prielle Kornélia Kolozsvárra, s találkozott vele, mindketten a Kilényi-féle társulathoz tartoztak akkoriban. Déryné áprilisban levelet írt Bartay Andrásnak, a Nemzeti Színház akkori igazgatójának, munka után érdeklődött, de nem volt szükség rá. Marosvásárhelyen, majd Brassóban lépett fel, ahol kitapsolták. A brassói Beatrice di Tenda előadás nem volt nagy sikerű, talán emiatt vesztette el Déryné a türelmét, és hagyta ott a társulatot. Székelyudvarhelyen játszott valami jelentéktelen társulattal, azután Désre ment. 1844 áprilisában Kolozsvárott játszott egy énekes egyvelegben, júniustól Vásárhelyen, később Tordán és Nagybányán szerepelt. 1845. január 12-én kolozsvári tagként lépett fel, mint Gervaise, végre középkorú, idős asszonyokat kezdett alakítani. 1845. március 15-én utolsó fellépéseként meghirdetett darab volt a Követválasztás színmű. Ezután nem lehet tudni pontosan, hogy hova ment. 1846 elején Szegeden volt, majd fellépett Debrecenben, ahol kifütyülték, az újságok vicceket gyártottak róla, feltéve neki a kérdést: a színpadon akar kimúlni?
1847-ben búcsúzott a színpadtól, visszatért férjéhez, akivel a diósgyőri vár melletti uradalmi lakban éltek együtt. Egykori igazgatója, Benke József is a közelben élt 1820–1855 között. Déry István 1862 januárjában hunyt el, Déryné ekkor Johanna húgához költözött Miskolcra, a Hunyadi utcába; itt írta meg emlékiratait. Utoljára 1868-ban lépett fel, Egressy Ákos jutalomjátékán, ölben vitték fel a színpadra.
Déryné 1872. szeptember 29-én, 78 éves korában hunyt el Miskolcon. Húgával közös sírja a Szent Anna temetőben található.

## Emlékezete
- Emlékét őrzi a Déryné-díj.
- 1955-ben róla nevezték el az Állami Déryné Színházat, amely vándorszínházként járta a vidéket 1951 és 1991 között.
- Róla nevezték el az 1990-ben alapított, kaposvári Déryné Vándorszíntársulatot.
- Az ő nevét viseli a budapesti Krisztinaváros városrész egyik, nagy múltú vendéglátóhelye, a Krisztina körút és a Roham utca sarkán található Déryné Cukrászda.
- Nevét őrzi az 554704 Széppataki kisbolygó.[5]

Utcanevekben
- Szülővárosában, Jászberényben utca és művelődési ház viseli a nevét.
- Miskolcon a mai Déryné utca 1950 óta viseli a nevét. Erre az utcára van számozva a Miskolci Nemzeti Színház (bár főbejárata a Széchenyi utcára nyílik), itt állt a színház korábbi épülete (melynek helyén ma a Színészmúzeum van), valamint itt található a Déryné presszó. Korábban is viselte már utca a nevét, nagyjából a mai Tizeshonvéd köz nyomvonalán, közel a Szent Anna temetőhöz. Miskolci és diósgyőri lakóhelyén is emléktábla található, a színház udvarán pedig szobra áll.
- Bőcsön az ő nevét viseli a 3609-es út egy szakasza.
- Győr győrszentiváni városrészén utcát neveztek el róla.
- Kaposvár Kisgát városrészén egy addig névtelen utcát neveztek el róla 1957 májusában.
- Szegeden, Újszeged városrészben utcát neveztek el róla.

## Fontosabb szerepei
- Marcsa (Hirschfeld: Tündérkastély Magyarországon)
- Gurli (Kotzebue: Indusok Angliában)
- Liszli (Clauren: Alpesi rózsa)
- Melinda (Katona J.: Bánk bán, az ősbemutatón)
- Thisbe (Hugo: Angelo)
- Emelina (Weigl: A svájci család)
- Rosina (Rossini: A szevillai borbély)
- Agatha (Weber: A bűvös vadász)
- Donna Anna (Mozart: Don Giovanni)
- Rómeó (Bellini: Rómeó és Júlia)

## Műfordításai
- A negyven esztendős férfi, vígjáték 1 felvonásban Kotzebue után (Pesten előadták 1811. október 28-án), Ó rajzolat, vígjáték 1 felvonásban 1812. március 7. ugyanott)
- Kis czigány leány, nézőjáték 4 felvonásban Kotzebue után (1813. február 14. és 1814-ben ugyanott)
- Májusi nap, nézőjáték 5 felvonásban (1814. június 26. ugyanott)
- Jelva (Yelva) az orosz árva vagy a szmolenszki nagy égés, dráma 3 szakaszban Scribe után kidolgozta Prix Adolf (Miskolcon 1832. január 14. Budán 1834. november 1.)
- A tizenhatéves királyné vagy Krisztina szerelme és lemondása, dráma 2 szakaszban Hell Tivadar után (Kassán 1835. január 25. Budán május 11.), Éjfél, dráma 5 felvonásban, franciából Lembert J. W., németből fordította (Kassán 1835. február 5., 1839. október 26., Debrecenben 1835. május 30., Nagyváradon 1835. szeptember 1., Budán 1836. február 9., a pesti nemzeti szinházban 1837. december 16.)
- Aranyműves leányka, erkölcsi rajzolat az előidőből 2 felvonásban Blum Károly után (Budán 1836. október 6.)
- Jó barátok, nézőjáték 4 felvonásban Ziegler után (Kolozsvár 1836. július 9.)
- Paulina, nézőjáték 5 felvonásban Weissenthurn Franul Janka után; kézirata a Nemzeti Színházban)

## Filmen
- Déryné – fekete-fehér magyar játékfilm a színésznő naplója alapján; rendezte: Kalmár László, készült 1951-ben (bemutató: október 20.), 104 perc. Címszerepben: Tolnay Klári (énekhangja: Gyurkovics Mária). További szereplők: Déry István – Szabó Sándor, Benke színigazgató – Rajnai Gábor, Neunherz – Gózon Gyula, Murányi Zsiga – Bilicsi Tivadar, Murányiné – Turay Ida, Szentpéteri Zsigmond – Sárdy János – valamint: Gombaszögi Ella, Honthy Hanna, Molnár Tibor és még sokan mások.

## Képek

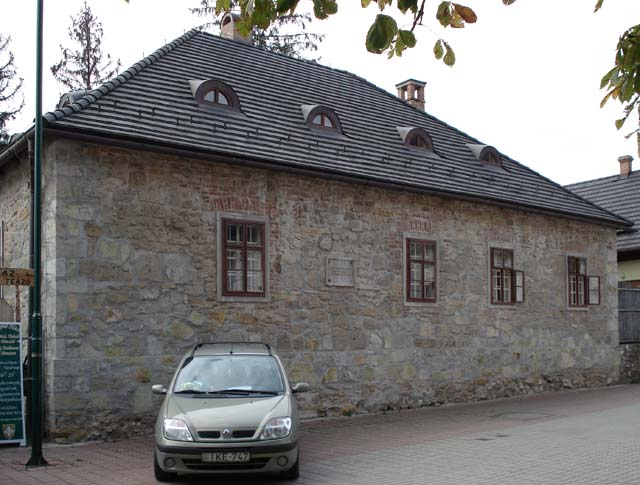
Déryék lakóháza Diósgyőrben, a vár mellett
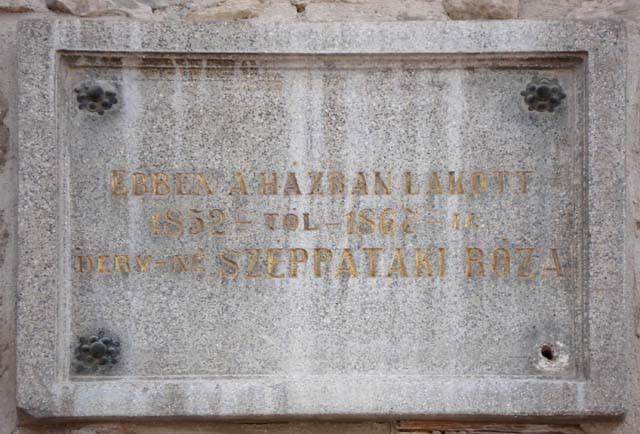
Emléktábla a ház falán
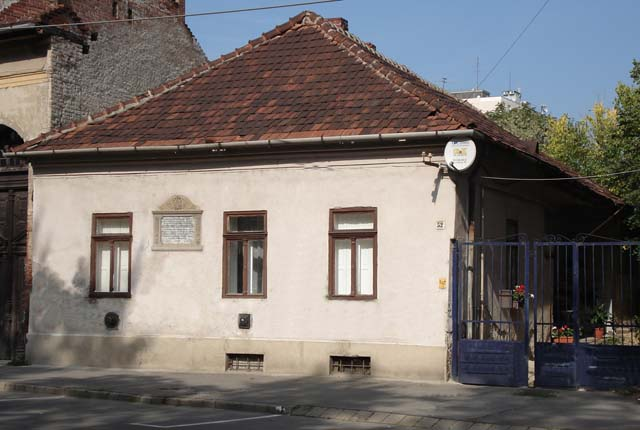
Déryné lakóháza Miskolcon
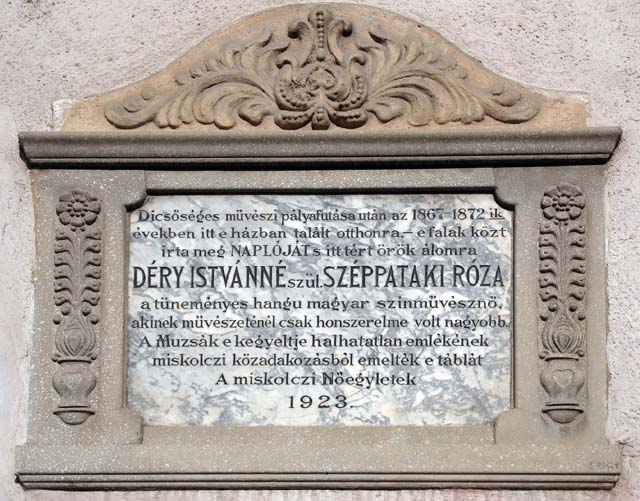
Emléktábla a homlokzaton
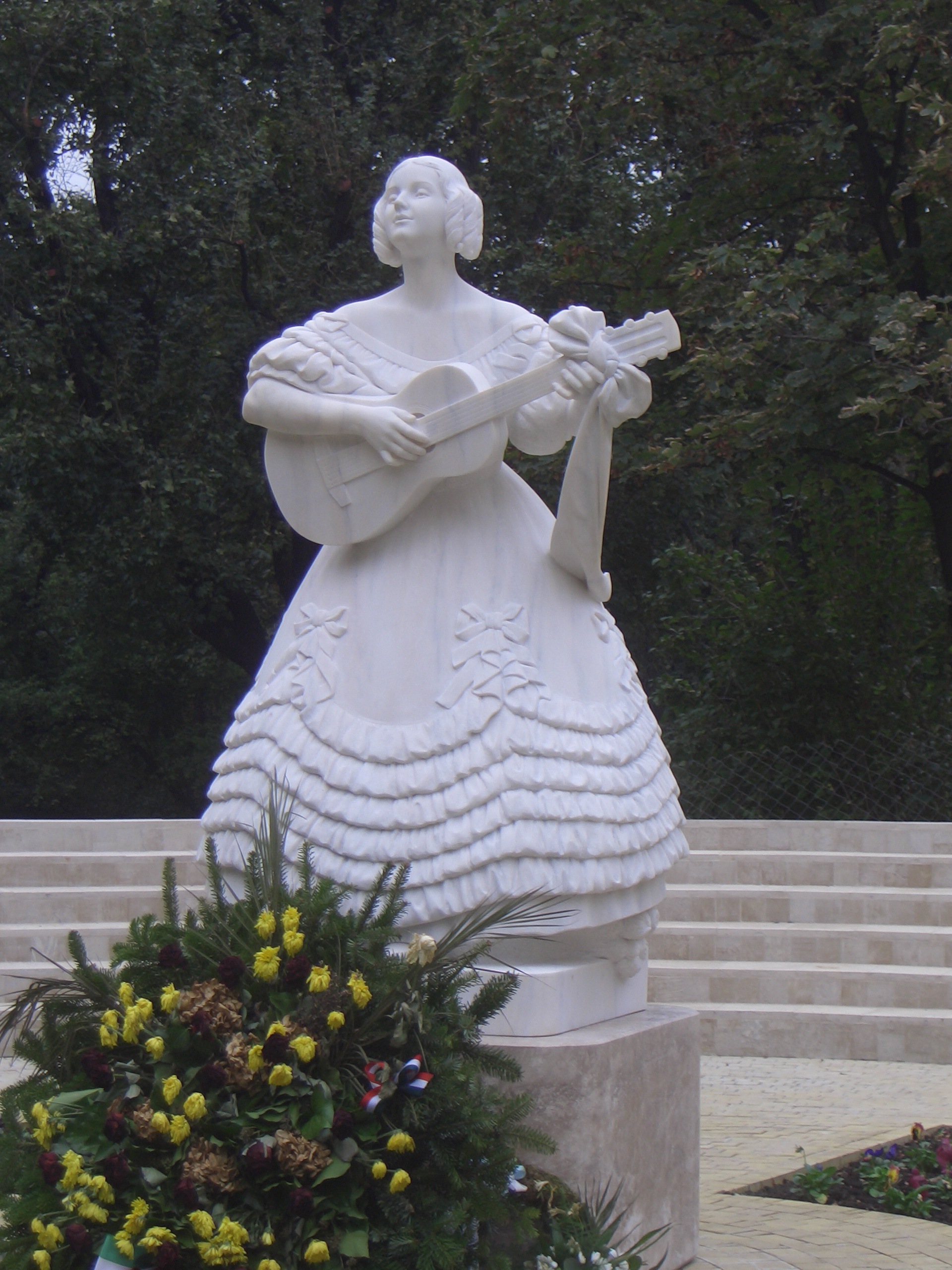
Déryné régi/új szobra a budapesti Horváth-kertben
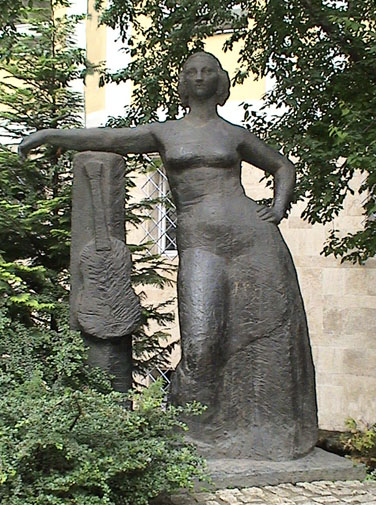
Schaár Erzsébet bronzszobra a Miskolci Nemzeti Színház Déryné-udvarán